# Memecylon terminaliflorum
Memecylon terminaliflorum är en tvåhjärtbladig växtart som beskrevs av Adolph Daniel Edward Elmer. Memecylon terminaliflorum ingår i släktet Memecylon och familjen Melastomataceae. Inga underarter finns listade i Catalogue of Life.